# Tổ hợp liệt kê
Tổ hợp liệt kê là một phần của toán học tổ hợp nghiên cứu số cách mà các mẫu nhất định có thể được hình thành. Hai ví dụ về loại vấn đề này là đếm số tổ hợp và đếm số hoán vị. Nói chung, cho một tập hợp vô hạn các tập hữu hạn Si được lập chỉ mục bằng các số tự nhiên, tổ hợp liệt kê tìm cách mô tả một hàm đếm số đối tượng trong Sn cho từng số n. Mặc dù đếm số lượng các phần tử trong một tập hợp là bài toán khá rộng, nhiều vấn đề phát sinh trong các ứng dụng có một mô tả tổ hợp tương đối đơn giản. Phương pháp 12 cách cung cấp một khuôn khổ thống nhất để đếm các hoán vị, tổ hợp và phân vùng.
Những hàm như vậy đơn giản nhất đều là các công thức đóng, nghĩa là có thể diễn đạt bằng một hỗn hợp các hàm sơ cấp như giai thừa, hàm mũ v.v... Chẳng hạn, như chỉ ra dưới đây, số lượng các cách sắp xếp của n lá bài là f(n) = n!.  Bài toán tìm kiếm một công thức đóng được gọi là liệt kê đại số, và nó thường xuyên bao gồm việc tính toán kiểu đệ quy hoặc hàm chuỗi và dùng nó để đạt tới dạng hàm mong muốn.
Thông thường, một công thức khép kín phức tạp mang lại ít hiểu biết sâu sắc về hành vi của việc đếm khi số lượng vật thể đếm tăng lên. Trong những trường hợp này, một phép xấp xỉ tiệm cận đơn giản có thể thích hợp hơn. Một hàm {\displaystyle g(n)} Là một xấp xỉ tiệm cận của {\displaystyle f(n)} nếu {\displaystyle f(n)/g(n)\rightarrow 1} khi {\displaystyle n\rightarrow \infty }. Trong trường hợp này chúng ta viết {\displaystyle f(n)\sim g(n).\,}